# Ralph Kubail
Ralph Kubail (n. 30 aprilie 1952, Berlin, RDG – d. 15 august 1981) a fost un canotor ce a reprezentat Germania, medaliat olimpic. A participat la o ediție a Jocurilor Olimpice (1976) în care a câștigat o medalie de bronz.

## Participări
Lista de mai jos prezintă principalele competiții la care a participat Ralph Kubail de-a lungul carierei.
- rowing at the 1976 Summer Olympics – men's coxed four[*][3]